# 小行星15420
小行星15420（15420 Aedouglass）是一颗绕太阳运转的小行星，为主小行星带小行星。该小行星于1998年4月28日发现。

## 轨道参数
小行星15420的轨道半长轴为2.6446105 UA，离心率为0.270。